# .gy
.gy е интернет домейн от първо ниво за Гвиана.
Администрира се от сайта на Университета в Гвиана . Представен е през 1994 г.